# Dolní Stakory
Dolní Stakory är en ort i Tjeckien.   Den ligger i regionen Mellersta Böhmen, i den centrala delen av landet, 50 km nordost om huvudstaden Prag. Dolní Stakory ligger 235 meter över havet och antalet invånare är 193.
Terrängen runt Dolní Stakory är platt.Runt Dolní Stakory är det ganska glesbefolkat, med 30 invånare per kvadratkilometer. Närmaste större samhälle är Mladá Boleslav, 5,7 km sydväst om Dolní Stakory. Trakten runt Dolní Stakory består till största delen av jordbruksmark.